# عبدالرضا مجدپور
عبدالرضا مجدپور (زادهٔ ‎۱۷ مرداد ۱۳۳۱) بازیکن واترپلو اهل ایران بود.
وی در مسابقات کشوری و بین‌المللی در مجموع برندهٔ ۱ مدال طلا شده‌است.